# شاه‌فیروز
شاه‌فیروز، روستایی است از توابع بخش شبانکاره در شهرستان دشتستان استان بوشهر ایران.

## جمعیت
این روستا در دهستان شبانکاره قرار داشته و براساس سرشماری سال ۱۳۸۵ جمعیت آن ۲۵۴نفر (۴۸خانوار) می‌باشد.